# Comuna Novolabun, Polonne
Novolabun (în ucraineană Новолабунь) este o comună în raionul Polonne, regiunea Hmelnîțkîi, Ucraina, formată din satele Iurovșciîna, Novolabun (reședința), Tîtkiv și Troieșciîna.

## Demografie
Componența lingvistică a comunei Novolabun
     Ucraineană (98%)
     Rusă (1,94%)
Conform recensământului din 2001, majoritatea populației comunei Novolabun era vorbitoare de ucraineană (98%), existând în minoritate și vorbitori de rusă (1,94%).